# Заканчивая игру (фильм)
«Завершение игры» — псевдодокументальный комедийный фильм 2007 года режиссера Джастина Лина, посвященный последнему фильму Брюса Ли «Игра смерти» (1972), который не был закончен на момент его смерти. Снят за 18 дней, Завершение игры" комично высмеивает производство 1972 года, в котором использовались дублеры и отрывки из других фильмов Ли а также рассматриваются расовые стереотипы в отношении азиатского сообщества. 
Его мировая премьера состоялась на кинофестивале «Сандэнс» в 2007 году, где он прошел в официальном отборе. Он также был выбран в качестве фильма премьеры на 25 -м Международном азиатско-американском кинофестивале в Сан-Франциско.

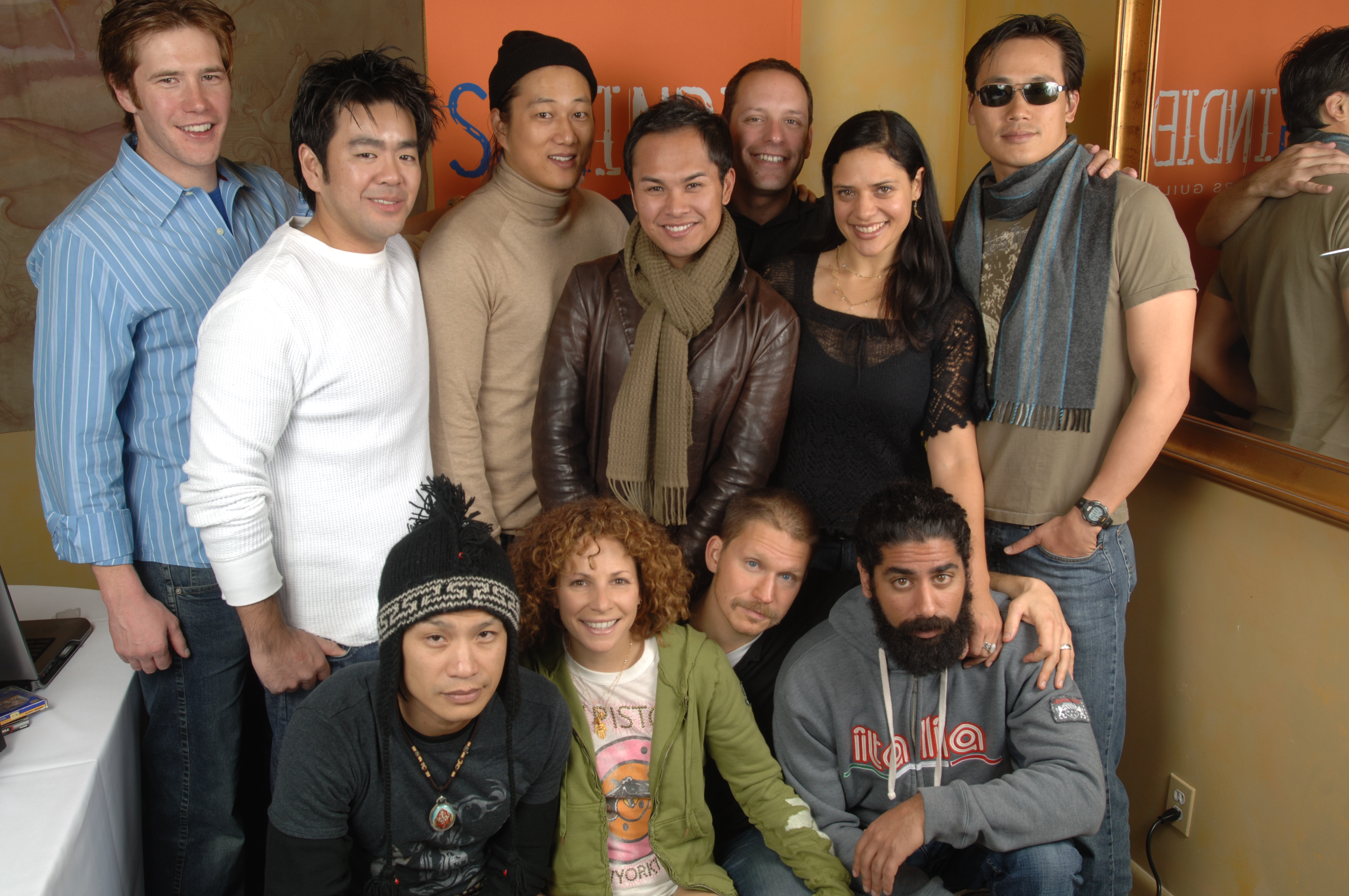
Входит в актерский состав на кинофестивале «Сандэнс» в 2007 году.

## Актёры
- Маккалеб Бернетт, как Таррик Тайлер
- Моник Габриэла Курнен
- Роджер Фан в роли Бриза Лу
- Сон Кан, как Колгейт "Коул" Ким
- Муса Крайш, как Раджа
- Мередит Скотт Линн в роли Элоизы
- Дастин Нгуен - Трой Пун
- Джеймс Франко
- MC Hammer как Roy Thunder
- Рон Джереми в роли Питера Дауда
- Брайан Ти в роли Мака Чанга
- Леонардо Нам, как Эли
- Джордж Такей в роли Человека в черном
- СуЧин Пак, как Конни Попавич-Мосимото
- Белла Торн, как Сью
- Сэм Боттомс в роли Марти Куртенбаум
- Джейк Сандвиг в роли Ронни Куртенбаума
- Майкл Шамус Уайлс в роли офицера Уильямса
- Натан Юнг в роли Боба
- Уилмер Кальдерон в роли Сезара (только удаленные сцены)
- Кэссиди Фриман в роли Ширли
- Джозеф Маккуин, как Лерой / Эрл
- Дэвид Коллард, как Виктор

## Отзывы
Завершение игры получило в основном негативные отзывы критиков. На сайте- агрегаторе рецензий Rotten Tomatoes фильм имеет рейтинг одобрения 34% на основе 35 рецензий со средней оценкой 4,8 / 10. Консенсус сайта гласит: «Хотя посылка Джастина Лина достаточно рано развита, этот псевдодокумент об азиатском подборе типов в 1970-х утомил приколы и комическое время». На Metacritic фильм получил 46 баллов из 100 на основе 10 критиков, что указывает на «смешанные или средние отзывы».